# リトル・マーメイド (2023年のサウンドトラック)
『リトル・マーメイド (オリジナル・サウンドトラック)』は、2023年に公開されたディズニーの実写映画のサウンドトラック・アルバム。サウンドトラックには、オリジナル映画からの楽曲と、オリジナル映画の作曲家アラン・メンケン、ハワード・アッシュマン、リン＝マニュエル・ミランダが書き下ろした新曲3曲、そしてアラン・メンケンが作曲したスコアが収録されている。このサウンドトラックは、アメリカではウォルト・ディズニー・レコードから2023年5月19日にデジタルで、2023年5月26日にフィジカルCDとレコードで発売された。オリジナル・スコア全曲を収録したデラックス・エディションも同日発売された。

## 背景情報
2017年3月17日、以前オリジナル作品の音楽を担当し、楽曲を作曲していたアラン・メンケンが本作に復帰し、プロデューサーのリン＝マニュエル・ミランダとともに新曲を執筆することが発表された。その3ヵ月後、アラン・メンケンは、ミランダとマーク・プラットが『メリー・ポピンズ リターンズ』との制作スケジュールを調整するため、本作の音楽制作は保留になったと発表した。2019年5月20日、メンケンは『アラジン』の実写化公開に続き、『リトル・マーメイド』を次のプロジェクトにすると明言し、7月9日、ミランダとともに同作のための新曲制作を開始した。 オリジナル作品の作詞者である故ハワード・アッシュマンに代わることについて、ミランダはアッシュマンの作品に対して「間違いなく物足りなくなる」と感じており、「彼のように書ける人はいない」と主張した。2020年1月16日、ハリー・ベイリーが、オリジナル映画の楽曲「パート・オブ・ユア・ワールド」がリメイク版に登場することを認めた。2020年2月10日、ミランダはメンケンとともにこの映画のために4曲の新曲を書いたことを明らかにした。
2021年9月22日、メンケンはディズニーのポッドキャスト『For Scores』に出演し、この映画には4曲の新曲が登場することが改めて確認された。メンケンもまた、ミランダが、メンケンとともにオリジナル映画の曲を書いた作詞家、故ハワード・アッシュマンの足跡をたどるという見通しに「おどおど」していたと回想した。2021年11月24日、Colliderとの最近のインタビューで、ミランダは『リトル・マーメイド』への憧れと、アシュマンとメンケンがいかに彼の子供時代を形成したかについて語った。

## 収録曲
| #         | タイトル                                                                                   | 作詞                                               | 作曲                                     | アーティスト                                                                               | 時間  |
| --------- | ------------------------------------------------------------------------------------------ | -------------------------------------------------- | ---------------------------------------- | ------------------------------------------------------------------------------------------ | ----- |
| 1.        | 「トリトンの王国」(Triton's Kingdom)                                                       |                                                    | アラン・メンケン                         |                                                                                            | 2:32  |
| 2.        | 「パート・オブ・ユア・ワールド」(Part of Your World)                                       | アラン・メンケン、ハワード・アッシュマン           | アラン・メンケン、ハワード・アッシュマン | ハリー・ベイリー                                                                           | 3:34  |
| 3.        | 「海の底で」(Fathoms Below)                                                                | アラン・メンケン、ハワード・アッシュマン           | アラン・メンケン、ハワード・アッシュマン | ジョナ・ハウアー＝キング、ジョン・ダグリーシュ、クリストファー・フェアバンク、アンサンブル | 1:28  |
| 4.        | 「パート・オブ・ユア・ワールド（リプライズ）」(Part of Your World (Reprise))               | アラン・メンケン、ハワード・アッシュマン           | アラン・メンケン、ハワード・アッシュマン | ハリー・ベイリー                                                                           | 2:37  |
| 5.        | 「アンダー・ザ・シー」(Under the Sea)                                                      | ハワード・アッシュマン                             | アラン・メンケン                         | ダヴィード・ディグス、キャスト                                                             | 3:04  |
| 6.        | 「まだ見ぬ世界へ」(Wild Uncharted Waters)                                                  | リン＝マニュエル・ミランダ                         | アラン・メンケン                         | ジョナ・ハウアー＝キング                                                                   | 2:59  |
| 7.        | 「哀れな人々」(Poor Unfortunate Souls)                                                     | ハワード・アッシュマン、リン＝マニュエル・ミランダ | アラン・メンケン                         | メリッサ・マッカーシー                                                                     | 4:42  |
| 8.        | 「何もかも初めて」(For the First Time)                                                     | リン＝マニュエル・ミランダ                         | アラン・メンケン                         | ハリー・ベイリー                                                                           | 4:08  |
| 9.        | 「キス・ザ・ガール」(Kiss the Girl)                                                        | ハワード・アッシュマン、リン＝マニュエル・ミランダ | アラン・メンケン                         | ヴィード・ディグス、オークワフィナ、ジェイコブ・トレンブレイ、アンサンブル                 | 3:16  |
| 10.       | 「スカットル・スクープ!!」(The Scuttlebutt)                                                | リン＝マニュエル・ミランダ                         | アラン・メンケン                         | オークワフィナ、ダヴィード・ディグス                                                       | 2:01  |
| 11.       | 「エリックの決断」(Eric's Decision)                                                        | アラン・メンケン                                   | アラン・メンケン                         |                                                                                            | 2:21  |
| 12.       | 「バネッサの正体」(Vanessa's Trick)                                                        | アラン・メンケン                                   | アラン・メンケン                         |                                                                                            | 1:03  |
| 13.       | 「パート・オブ・ユア・ワールド（リプライズ2）」(Part of Your World (Reprise II))           | ハワード・アッシュマン、リン＝マニュエル・ミランダ | アラン・メンケン                         | ハリー・ベイリー                                                                           | 1:33  |
| 14.       | 「キス・ザ・ガール（アイランド・バンド リプライズ）」(Kiss the Girl (Island Band Reprise)) |                                                    | アラン・メンケン                         |                                                                                            | 2:17  |
| 15.       | 「フィナーレ」(Finale)                                                                     |                                                    | アラン・メンケン                         |                                                                                            | 2:25  |
| 合計時間: | 合計時間:                                                                                  | 合計時間:                                          | 合計時間:                                | 合計時間:                                                                                  | 40:00 |